# أحمد محمد صالح (السودان)
أحمد محمد صالح ، شاعر سوداني مشهور يعد من رواد شعر الوطنية في السودان وهو أيضا سياسي بارز اختير عضواً بمجلس السيادة السوداني، عند استقلال السودان في عام 1956م. وهو مؤلف النشيد الوطني السوداني.

## الميلاد والنشأة والتعليم
ولد أحمد محمد صالح في مدينة أم درمان سنة 1898. درس في كلية غوردون التذكارية، جامعة الخرطوم حالياً، حيث تخرج منها عام 1914م. عُرِف عنه ولعه بالشعر العربي والإنجليزي حيث كان يحفظ العديد مما وقع في يده من القصائد الصادرة بهاتين اللغتين.

## حياته المهنية
اشتغل بالتدريس بعد تخرجه من الكلية، وتدرج في السلم الوظيفي فيه حتى ترقى إلى منصب ناظر (مدير) مدرسة ولم يتجاوز عمره ثلاثين عاماً، كما عمل موظفاً بوزارة المعارف آنذاك ( وزارة التربية والتعليم حالياً) وتدرج في وظائفها الإدارية حتى أصبح نائباً لمدير المعارف. وعمل أيضاً مدرساً بكلية غوردون التذكارية في الخرطوم.

## حياته السياسية
عند استقلال السودان في يناير / كانون الثاني اختير أحمد محمد صالح عضواً في مجلس السيادة وهو المجلس الرئاسي العالي الذي تم تشكيله ليقوم بمهام رئيس الدولة في السودان. وقد عرف صالح بغيرته الوطنية ضد الاستعمار إبان فترة الحكم الثنائي للسودان وصل إلى حد المصادمة مع الإدارة البريطانية في عدة أمور وقرارات فرضتها على البلاد، لاسيما عندما رفض الانصياع إلى أمر من الإدارة يقضي بارتداء معلمي المدارس الجبّة والقفطان بدلًا من الزي الإفرنجي. كذلك عرفت عنه قدرته على الخطابة بطلاقة وقوة ورصانة. فقد كان خطيباً مقتدراً يخطب باللغتين العربية والإنجليزية.

## أعماله الأدبية
له ديوان شعر بعنوان «مع الأحرار» صدرت طبعته الأولى في الخرطوم عام 1998م من قبل الهيئة القومية للثقافة والإعلام ، وتميز شعره بقوة التعبير ورصانته. وقال عنه الشاعر السوداني عبد الله محمد عمر البنا بأنه «أشعر شعراء السودان »، بينما لقبه مناصروه والمعجبين بشعره بلقب الأستاذ الشاعر. وقد حافظ أحمد محمد صالح في شعره على أصول العروض الخليلي.

### النشيد الوطني
من أشهر قصائده قصيدة «نحن جند الله جند الوطن»،التي نشرت ضمن ديوان شعره الذي صدر بعنوان «مع الأحرار»، وأصبحت لاحقاً نشيدا لقوة دفاع السودان، نواة الجيش السوداني الحالي، ثم أختيرت الأبيات الأولى الأربع منها لتشكل النص الشعري لموسيقى السلام الجمهوري السوداني إبان الاستقلال والتي قام بتلحينها ووضع تأليفها الموسيقى العقيد أحمد مرجان و صارت فيما بعد النشيد الوطني السوداني.

## وفاته
توفي أحمد محمد صالح في عام 1973م بأم درمان في السودان.